# Anthrax proboscideus
Anthrax proboscideus är en tvåvingeart som först beskrevs av Friedrich Hermann Loew 1869.  Anthrax proboscideus ingår i släktet Anthrax och familjen svävflugor. Inga underarter finns listade i Catalogue of Life.